# أيرون جوميس
أيرون جوميس (بالفرنسية: Iron Gomis) هو لاعب كرة قدم فرنسي في مركز الوسط، ولد في 8 نوفمبر 1999 في مارسيليا في فرنسا.

## وصلات خارجية
- أيرون جوميس على موقع اتحاد تركيا (لاعب) (الإنجليزية)
- أيرون جوميس على موقع قاعدة بيانات كرة القدم.إي يو (الإنجليزية)
- أيرون جوميس على موقع ليكيب (الفرنسية)
- أيرون جوميس على موقع Soccerway.com (الإنجليزية)
- أيرون جوميس على موقع عالم كرة القدم.نت (الإنجليزية)